# Regione di Hlučín

Mappa della regione di Hlučín

La Regione di Hlučín (in ceco Hlučínsko, colloquialmente Prajzsko, in tedesco Hultschiner Ländchen, in polacco Ziemia hulczyńska) è una parte storicamente significativa della Slesia ceca, facente oggi parte della regione di Moravia-Slesia nella Repubblica Ceca. Prende il nome dalla sua città più grande, Hlučín. La sua area è 316,9 km² (122,4 mi²) , e nel 2001 contava circa 73.914 abitanti.

## Storia
Reperti archeologici suggeriscono che la zona fosse abitata dal 4500 al 2500 a.C.
I vescovati medievali di Olomouc e Wrocław tentarono di controllarla. Alla fine, Olomouc vinse la disputa e l'area entrò a far parte della Margraviato di Moravia. Nel 1269, Hlučín apparteneva alle terre che furono divise al largo della Moravia dal re Ottocaro II di Boemia come Ducato di Troppau, governato dal figlio illegittimo, il duca Nicola I. Crebbero poi le differenze di cultura, tradizioni e sviluppo economico dal resto della Moravia, causate principalmente dalla germanizzazione nel corso dell'Ostsiedlung. Dal 1526 in poi, il Ducato di Troppau, insieme alle Terre della Corona Boema, fece parte della monarchia asburgica.
La storia di Hlučínsko come entità iniziò con il Trattato di Breslavia, firmato l'11 giugno 1742 tra il re Federico II di Prussia e l'imperatrice Maria Teresa d'Austria. Nel 1740, la Prussia iniziò la prima guerra di Slesia e conquistò gran parte della Slesia. Secondo i termini del trattato, il Ducato di Troppau fu diviso: le terre a sud del fiume Opava rimasero con la Slesia austriaca, la parte settentrionale intorno a Hlučín cadde alla Prussia e fu incorporata nella provincia della Slesia nel 1815.
Con la Prussia che divenne parte dell'Impero tedesco nel 1871, Hlučín dopo la sconfitta tedesca nella prima guerra mondiale divenne il luogo di una disputa internazionale, poiché era abitata principalmente da cechi. Il 4 febbraio 1920, Hlučínsko fu consegnata senza referendum alla Cecoslovacchia, secondo l'articolo 83 del Trattato di Versailles sebbene i sondaggi suggerissero che la sua gente si sentiva più appartenente all'Alta Slesia e per lo più avrebbe preferito unirsi la Repubblica di Weimar in Germania.
Le truppe e le autorità cecoslovacchi non ricevettero l'accoglienza amichevole che si aspettavano come "liberatori". Quando i cecoslovacchi si trasferirono nella Deutsch-Krawarn, l'intera popolazione era nelle strade e cantò all'unisono il Deutschlandlied. Negli anni successivi seguirono lievi correzioni alle frontiere.
Anche se i germanofoni della regione erano ufficialmente protetti nei loro diritti dal cecoslovacco, furono istituite repressioni sulla politica linguistica e sull'istruzione in tedesco. Anche l'imposizione di un'identità cecoslovacca ai cittadini sollevò l'opposizione dell'opinione pubblica.
Il 1º ottobre 1938 Hlučínsko fu occupata dalla Germania nazista, come parte dell'area sottratta alla Cecoslovacchia, con l'Accordo di Monaco. Tuttavia, a differenza degli altri domini ex-cecoslovacchi, non fu annessa al Reichsgau Sudetenland ma di nuovo alla provincia prussiana della Slesia (Alta Slesia dal 1941).
Dopo la seconda guerra mondiale, Hlučínsko, come il resto del Sudetenland fu restituita alla Cecoslovacchia. Tuttavia, a differenza di milioni di altri parlanti di lingua tedesca nel paese, la regione venne risparmiata da un'espulsione di massa e solo 3000 cittadini dovettero emigrare.
Dopo la dissoluzione della Cecoslovacchia nel 1993, la regione divenne parte della Repubblica Ceca. Oggi, un numero considerevole di cittadini della regione sono binazionali e hanno anche la cittadinanza tedesca.

## Comuni
Le città sono mostrate in grassetto.
Bělá (Bielau) - Bohuslavice (Buslawitz) - Bolatice (Bolatitz) - Darkovice (Groß Darkowitz) - Dolní Benešov (Beneschau) - Hať (Haatsch) - Hlučín (Hultschin) - Hněvošice (Schreibersdorf) - Chlebičov (Klebsch) - Chuchelná (Kuchelna ) - Kobeřice (Koberwitz) - Kozmice (Kosmütz) - Kravaře (Deutsch Krawarn) - Ludgeřovice (Ludgierzowitz) - Markvartovice (Markersdorf) - Oldřišov (Odersch) - Píšť (Pyschcz / Sandau) - Rohov (Rohow) - Služovice (Schlausewitz) - Strahovice (Strandorf) - Sudice (Zauditz) - Šilheřovice (Schillersdorf) - Štěpánkovice (Schepankowitz) - Třebom (Thröm) - Velké Hoštice (Groß Hoschütz) - Vřesina (Wreschin) - Závada Beneschauda
Questi comuni cooperano nella microregione Sdružení obcí Hlučínska dal 1992.
Inoltre, gli ex comuni di Malé Hoštice (Klein Hoschütz), oggi distretto di Opava, e Hošťálkovice (Hoschialkowitz), Lhotka (Ellguth), Petřkovice (Petershofen), Koblov (Koblau) e Antošovice (Antoschowitz), oggi distretti o parti di Ostrava, un tempo appartenuta alla regione.

## Attrazioni
Hlučínsko si trova tra i Beschidi (est) e Hrubý Jeseník (ovest). Il fiume Opava scorre attraverso Hlučínsko. La zona attrae turisti, soprattutto per le sue piste ciclabili. Vi si trovano molti edifici storici, un'architettura unica e usanze popolari.
Le sue principali attrazioni sono:
- Riserva naturale Dařanec vicino a Vřesina
- Castelli a Hlučín, Kravaře, Šilheřovice, Dolní Benešov, Velké Hoštice, Chuchelná e Oldřišov
- Musei all'aperto a Bolatice e Kobeřice
- Museo delle fortificazioni a Hlučín
- Edifici ecclesiastici a Ludgeřovice, Hněvošice, luogo di pellegrinaggio a Píšť
- Lago Hlučín e altri luoghi per nuotare

## Regioni partner
- Distretto di Głubczyce (Płaskowyż Dobrej Ziemi, Gruppo di azione locale), Polonia